# لوكاس تريجو
لوكاس تريجو (بالإسبانية: Lucas Trejo) (29 ديسمبر 1987 في الأرجنتين - ) هو لاعب كرة قدم أرجنتيني في مركز الدفاع. لعب مع انيستتوتو وEthnikos Asteras F.C. ‏ ونادي موناغاس الرياضي وJacksonville Armada FC ‏ وRacing de Córdoba ‏.

## وصلات خارجية
- لوكاس تريجو على موقع قاعدة بيانات كرة القدم.إي يو (الإنجليزية)
- لوكاس تريجو على موقع Soccerway.com (الإنجليزية)